# Juventino Kestering
Juventino Kestering (ur. 19 maja 1946 w São Ludgero, zm. 28 marca 2021) – brazylijski duchowny rzymskokatolicki, od 1998 do swojej śmierci w 2021 biskup Rondonópolis–Guiratinga.